# Раритетна біота Придінців'я
Раритетна біота Придінців'я — частина біоти, що має статус раритетної (раритетна фауна, раритетна флора) в межах Придінців'я.
В основі раритетної біоти — види, що поширені виключно або переважно в межах басейну Сіверського Дінця і, як правило, мають статус рідкісних, вразливих, зникаючих.

## Раритетні види рослин
Серед раритетних видів рослин сходу України зустрічаються такі, що відомі в Україні тільки звідси:

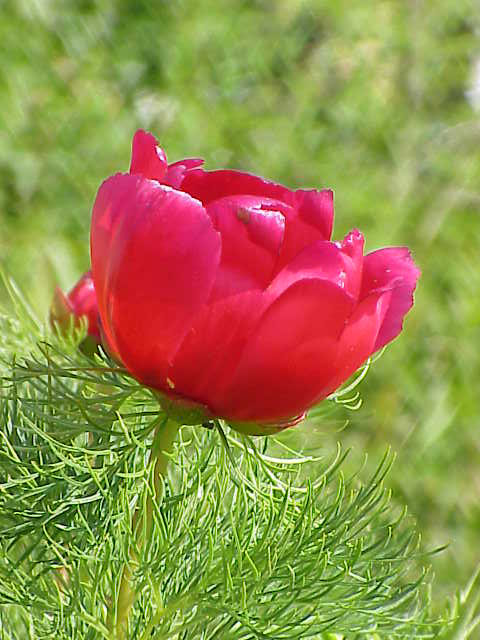
Півонія вузьколиста

- Астрагал донський (Astragalus tanaiticus K.Koch)
- Астрагал крейдолюбний (Astragalus cretophilus Klokov)
- Вовчі ягоди Софії (Daphne sophia Kalen.)
- Громовик донський (Onosma tanaitica Klokov)
- Грабельки Бекетова (Erodium beketowii Schmalh.)
- Дзвінець крейдяний (Rhinanthus cretaceus Vassilcz.)
- Дрік донський (Genista tanaitica P.Smirn.)
- Еспарцет донський (Onobrychis tanaitica Spreng.)
- Козельці донські (Tragopogon tanaiticus Artemczuk)
- Козельці донецькі (Tragopogon donetzicus Artemcz.)
- Ластовень донецький (Vincetoxicum donetzicum Ostapko)
- Ластовень жовтий (Vincetoxicum flavum Ostapko)
- Ластовень український (Vincetoxicum ucrainicum Ostapko)
- Переломник Козо-Полянського (Androsace koso-poljanskii Ovcz.)
- Півонія вузьколиста (Paeonia tenuifolia L.)
- Підмаренник Кондратюка (Galium × kondratjukii Ostapko)

## Раритетні види тварин

Мишівка донська

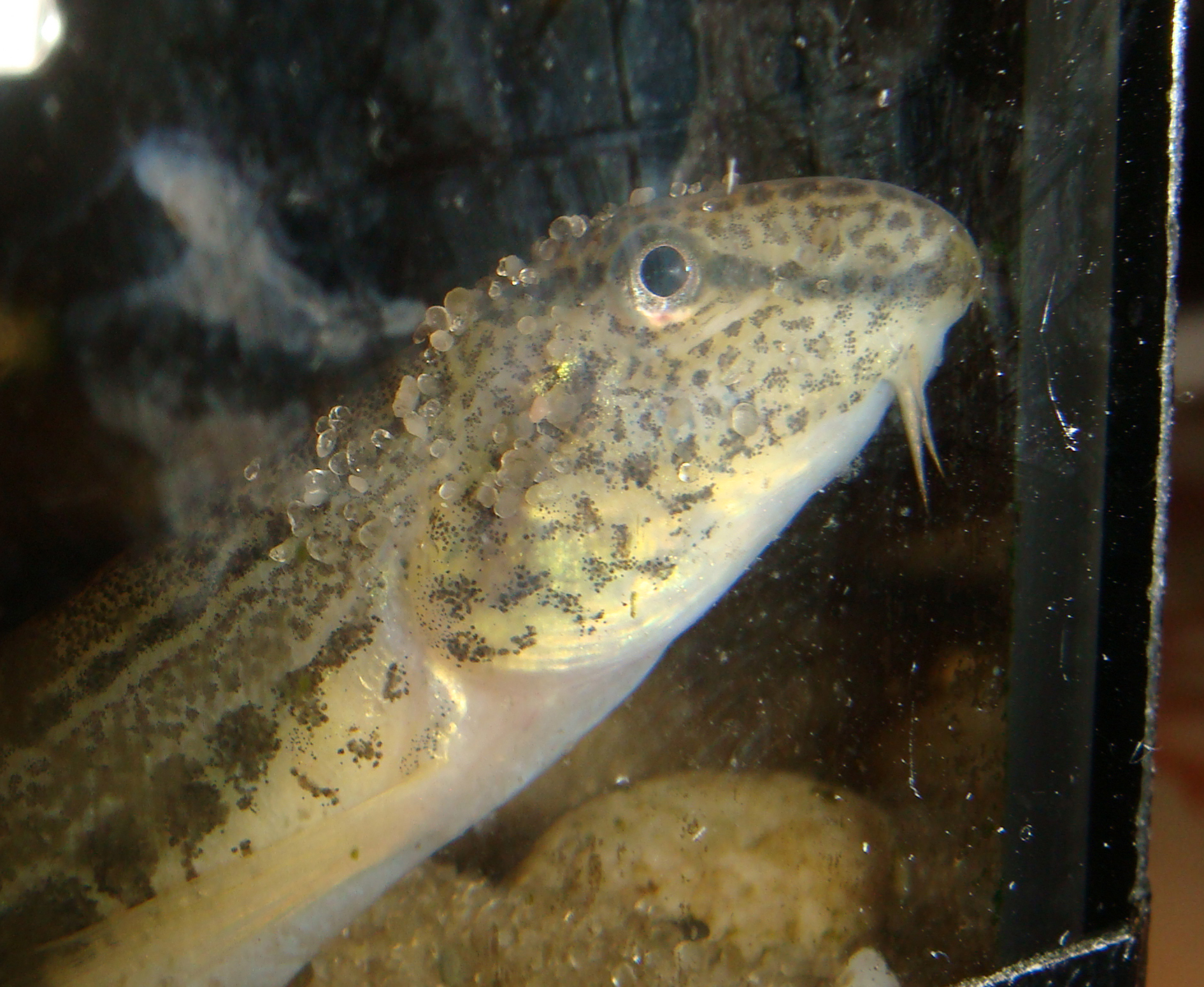
Щипавка танайська

Ареал їжачка вухатого в Україні

- Бджолоїдка зелена (Merops persicus)
- Галикт луганський (Halictus luganicus)
- Їжачок вухатий (Hemiechinus auritus)
- Лис корсак (Vulpes corsac)
- Мишівка донська (Sicista strandi)
- Мишівка темна (Sicista severtzovi)
- Мишівка південна (Sicista loriger)
- Пергач донецький (Eptesicus lobatus)
- Щипавка танайська (Cobitis tanaitica)